# Adratiklit
Adratiklit (il cui nome in berbero significa "lucertola montagna") è un genere estinto di dinosauro stegosauride vissuto nel Giurassico medio (Batoniano), in quello che al tempo era il supercontinente Gondwana, in quella che oggi è la Formazione El Mers II, vicino a Boulahfa , a sud di Boulemane, Fès-Meknes, in Marocco. Il genere contiene una singola specie, ossia A. boulahfa.
Durante il Giurassico, i dinosauri eurypodi, in particolare gli stegosauri, erano molto diversificati ed abbondanti in tutta la Laurasia, ma i loro resti sono estremamente rari nei depositi del Gondwana. Tuttavia l'esistenza di resti frammentari e piste di impronte in depositi gondwanici ne indicavano la presenza. Adratiklit rappresenta il primo taxon di eurypoda descritto dal Nord Africa, nonché il più antico stegosauro conosciuto, con la possibile eccezione di Isaberrysaura.

## Descrizione
Adratiklit è rappresentato da elementi fossili parziali, pertanto è difficile stimare con precisione le sue dimensioni. Uno degli esemplari attribuiti all'animale è un omero, lungo 61 centimetri (24 pollici).
I descrittori di Adratiklit hanno stabilirono due autapomorfie, tratti unici derivati per identificare l'animale. Nelle vertebre dorsali, lo prezygapophysis presenta una piccola sporgenza triangolare ruvida sulla cima, dietro la faccetta dell'articolazione anteriore del corpo vertebrale. Nelle vertebre dorsali, le lamine centroparapofisiche, le creste tra il corpo vertebrale e le parapofisi, le sfaccettature di contatto per le teste delle costole inferiori, terminano in aree ruvide che sporgono verso la parte anteriore su entrambi i lati dell'apertura anteriore del canale neurale. Questi tratti sono unici tra gli Stegosauria nel loro insieme.

## Classificazione
Adratiklit rappresenta il più antico rappresentante di Stegosauria conosciuto. L'animale è più strettamente legato agli stegosauri europei Dacentrurus e Miragaia che ai taxa sudafricani, come Kentrosaurus e Paranthodon. Questo lo colloca nella sottofamiglia Dacentrurinae, che in precedenza si pensava fosse limitata solo al Giurassico superiore europeo.

## Storia e denominazione
Adratiklit boulahfa fu descritto da Susannah CR Maidment, Thomas J. Raven e Paul M. Barrett il 16 agosto 2019 in un articolo pubblicato online sulla rivista paleontologica Gondwana Research. L'olotipo dell'animale consiste in una vertebra dorsale, catalogata NHMUK PV R37366. Altri esemplari fossili riferiti a questa specie includono tre vertebre cervicali (NHMUK PV R37367 e NHMUK R37368, quest'ultimo esemplare costituito da una serie di due ossa articolate), una vertebra dorsale (NHMUK PV R37365) e un omero sinistro (NHMUK PV R37007). Questi esemplari furono acquisiti, nel Regno Unito, da un commercianti di fossili dal Museo di storia naturale. I vari esemplari fossili rappresentano più individui, probabilmente cinque. Mentre il secondo dorsale condivide alcuni tratti con l'olotipo, gli altri esemplari riferiti sono stati attribuiti all'animale sul semplice fatto che il materiale appartiene ad uno stegosauro. Nel 2018, vi fu un tentativo di localizzare il sito originale da cui i fossili erano stati estratti, che però non portò alla scoperta di nuovi fossili rilevanti ma ha permesso agli studiosi di tracciare una visione più approfondita della geologia dell'area.
Il nome del genere, Adratiklit, deriva da "adrar", una parola berbera che significa "montagna", e "tiklit", che, sempre in berbero, significa "lucertola". Il nome specifico, boulahfa, si riferisce a Boulahfa, luogo vicino al sito originale di estrazione dei fossili.